# Krahulov
Krahulov (en allemand : Kralohof) est une commune du district de Třebíč, dans la région de Vysočina, en République tchèque. Sa population s'élevait à 282 habitants en 2020.

## Géographie
Krahulov se trouve à 6 km à l'ouest-nord-ouest de Třebíč, à 26 km au sud-est de Jihlava, à 59 km à l'ouest de Brno et à 137 km au sud-est de Prague.
La commune est limitée par Petrovice au nord, par Třebíč à l'est, par Stařeč au sud, par Čechočovice au sud-ouest et par Hvězdoňovice à l'ouest.

## Histoire
La première mention écrite de la localité date de 1307.

## Transports
Par la route, Krahulov se trouve à 6 km de Třebíč, à 27 km de Jihlava et à 157 km de Prague.